# Rrzhana
Rrzhana (albanisch auch Rrzhanë oder Rrëzhana/-ë, serbisch Ржана Ržana) ist ein unbewohntes Dorf in der nördlich kosovarischen Gemeinde Mitrovica e Jugut. 

## Geographie
Das Dorf liegt oberhalb der Gipfel Barel und Ostro Koplje. Rrzhana ist nicht an die Straße gebunden und schwer zu erreichen. Es grenzt an die Gemeinde Podujeva.

## Bevölkerung

### Ethnien
Bei der Volkszählung 2011 wurden für Rrzhana 0 Einwohner erfasst.
| Volkszählung | 1948 | 1953 | 1961 | 1971 | 1981 | 1991 | 2011 |
| ------------ | ---- | ---- | ---- | ---- | ---- | ---- | ---- |
| Einwohner    | 206  | 243  | 287  | 329  | 233  | 252  | 0    |